# Parrilla, Mexiko
Parrilla är en ort i Mexiko.   Den ligger i kommunen Centro och delstaten Tabasco, i den sydöstra delen av landet, 700 km öster om huvudstaden Mexico City. Parrilla ligger 10 meter över havet och antalet invånare är 5 000.
Terrängen runt Parrilla är mycket platt. Runt Parrilla är det tätbefolkat, med 308 invånare per kvadratkilometer. Närmaste större samhälle är Villahermosa, 8,2 km norr om Parrilla. Trakten runt Parrilla består till största delen av jordbruksmark.